# British Beef
British Beef é uma banda britânica de pop punk formada em 2004 em Greenbridge, Swindon, Inglaterra. Eles tiveram um contrato com a Sony de seis meses, e atualmente tem um acordo publicitário com a Fat Fox.

## História
British Beef foi formado em 2004 como uma banda de punk rock fazendo covers de bandas como Rancid e NOFX, em um jardim de Greenbridge, Swindon. Muitas pessoas assistiam e acompanhavam a banda, então eles começaram a escrever suas próprias músicas e a tocar em outras avenidas de Wiltshire. A banda eventualmente teve um empresário e começou a gravar em Londres. A primeira gravação foi EP Foot In Mouth. Depois de uma pequena pausa da banda, eles voltaram aos estúdios e com a produção "team Goldust", e criaram o Something Else E.P.
Depois de muitas alterações, British Beef ganhou um contrato de seis meses com a gravadora SONY e um contrato publicitário com a Fat Fox. A banda lançou seu primeiro single Without Me em CD e teve o vídeo divulgado nas revistas Kerrang e Scuzz.

## Membros
Atuais
- Felix Milburn-Foster - Vocalista principal & Guitarrista
- Gaz Brookfield - Vocalista & Baixo
- Jam Lindsay - Guitarra principal
- Pat Smith - Baterista

Felix e Pat saíram para formar outra banda, chamada Fire In Cairo, com dois outros homens, um deles pode ser considerado o irmão gêmeo de Pat. Gaz saiu para criar sua própria música. Jam continuou em outras bandas.